# Astragalus testiculatus
Astragalus testiculatus är en ärtväxtart som beskrevs av Pall.. Astragalus testiculatus ingår i släktet vedlar, och familjen ärtväxter. Utöver nominatformen finns också underarten A. t. testiculatus.

## Bildgalleri

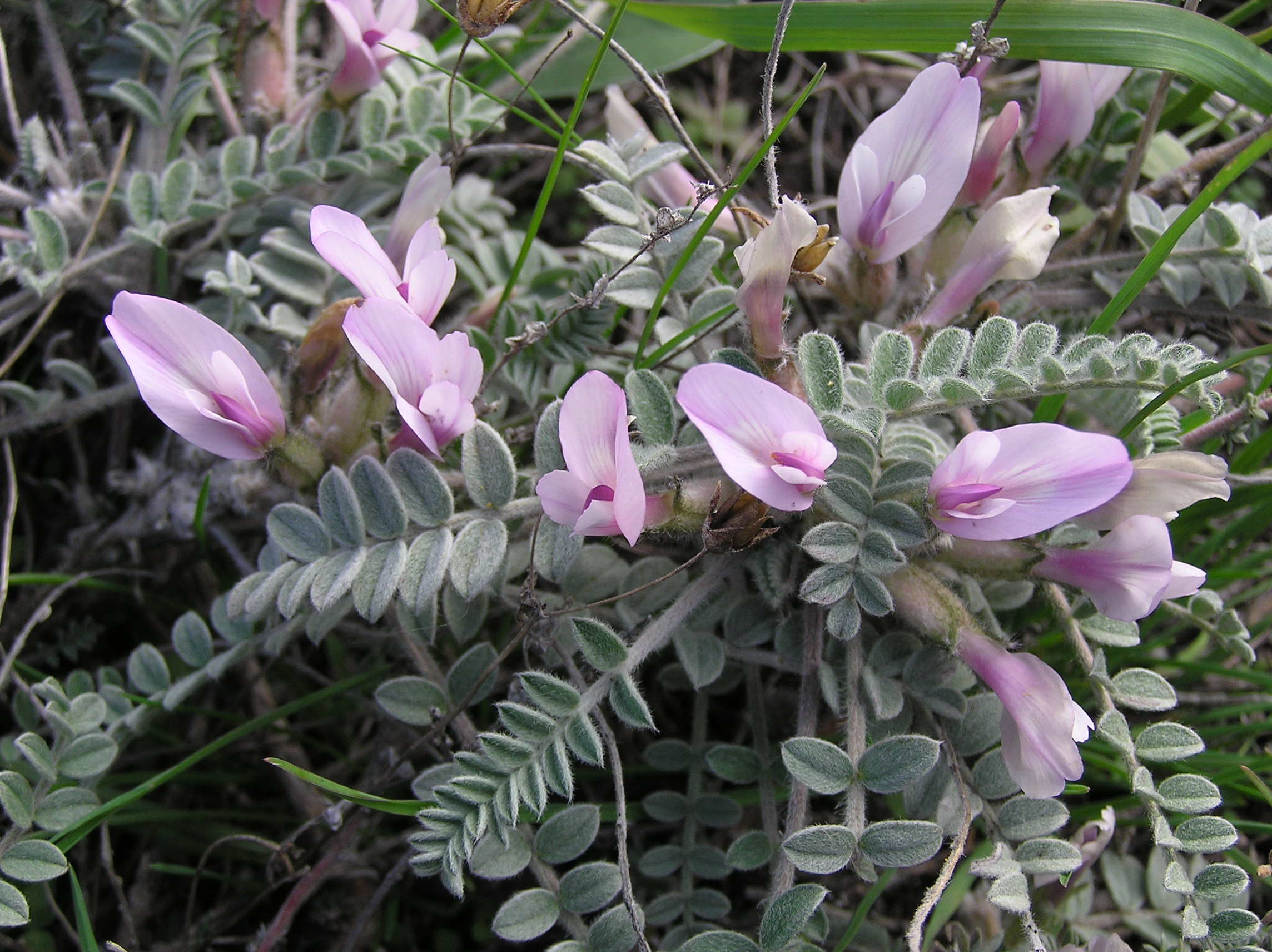
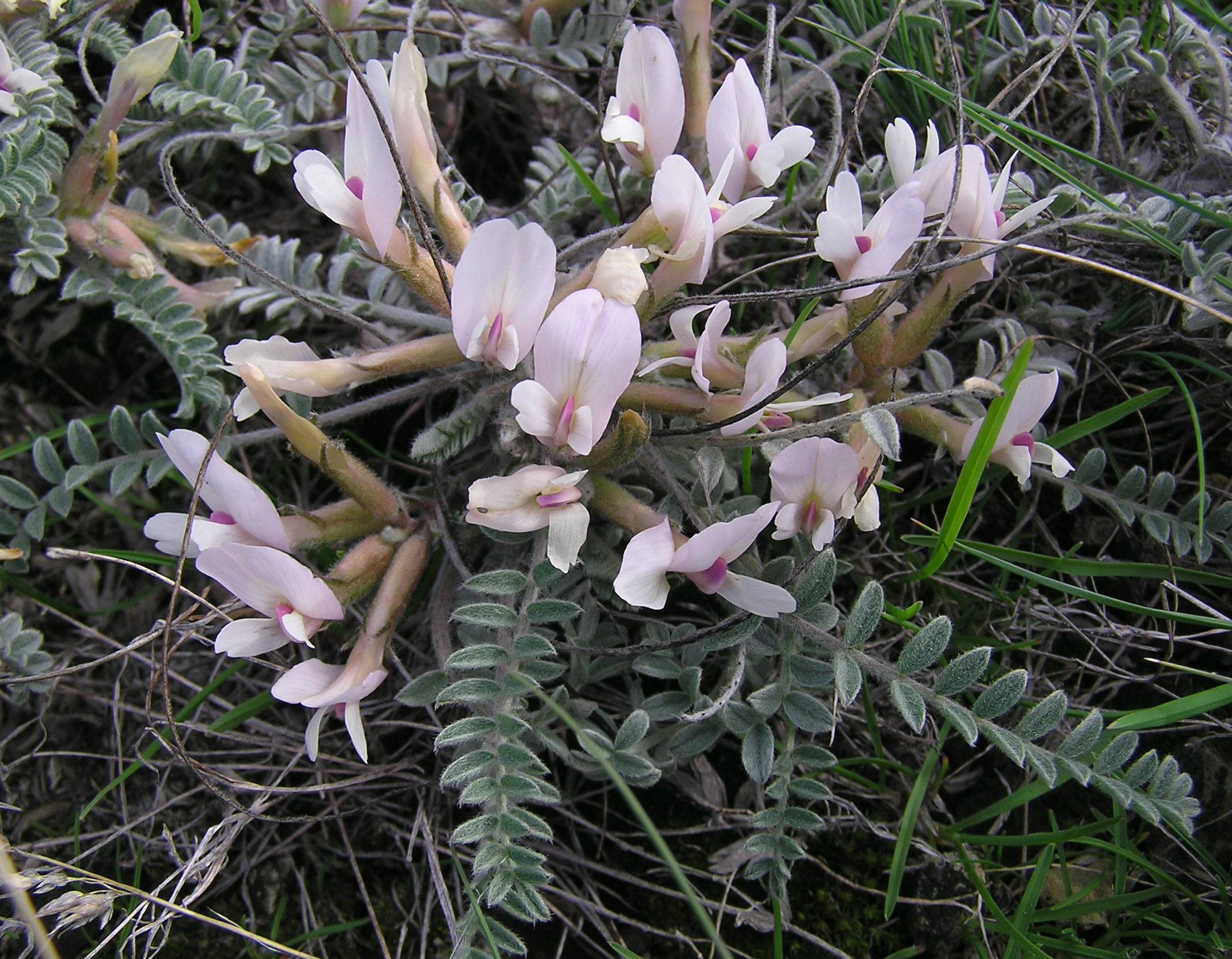
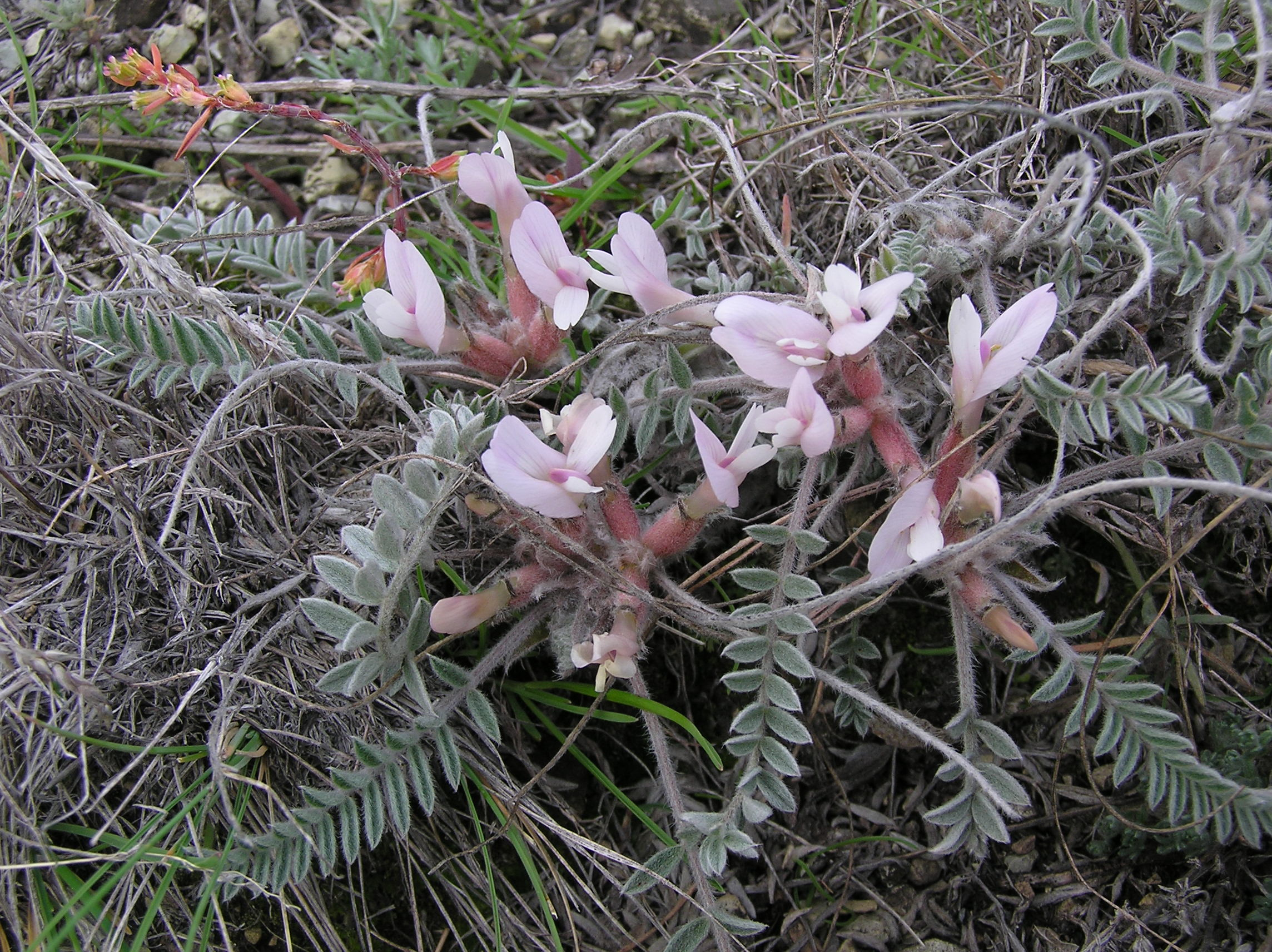